# Копролалія
Копролалі́я (лат. coprolalia; від дав.-гр. κόπρος «кал, бруд» + λαλιά «мова») — хворобливий, іноді непереборний потяг до цинічної та нецензурної лайки без жодної причини. Особливо виражений за синдрому Туретта, проте спостерігається й при інших захворюваннях: шизофренії, прогресивному паралічі, рідше — маніакальних станах. За різними даними, хворі на синдром Туретта проявляють копролалію: 10 % випадків, від 4 до 60 %, від 30 до 50 %. За більшістю джерел — 30 % хворих на синдром Туретта. Копролалія рідко зустрічається за ураження мозку після інсульту або енцефаліту, а також за неврологічних захворювань, хореонейроакантоцитозу (синдромі Левіна — Крітчлі) й синдрому Леша — Ніхена. Зустрічається у вигляді рідкісного ускладнення під час тривалого приймання нейролептиків («симптом психотичної лайки»), при цьому копролалія поєднується з пароксизмальним миготінням очей, гримасами та порушенням артикуляції.
Якщо хворі розуміють проблему та намагаються їй протистояти, то вона вважається нав'язливою. Копролалія вказує на нездатність контролювати агресію й емоції.
Близькими поняттями до копролалії є копропраксія — імпульсивний потяг до забороненої або непристойної жестикуляції, й копрографія — потяг до написання матюків, в релігійних людей — бласфемія (нав'язливе богохульство).

## Характеристики
Копролалія міститить слова й фрази, які є культурним табу або взагалі неприйнятні для соціального використання, коли вони вживаються поза контекстом. Цей термін не використовується для опису контекстуальної лайки. Він зазвичай виражається поза соціальним чи емоційним контекстом і може бути виголошений гучнішим тоном, іншою інтонацією, ніж звичайна розмова. Це може бути одне слово або складні фрази. Людина з копролалією може повторювати слово подумки, а не вимовляти його вголос, тому це буває дуже неприємним.

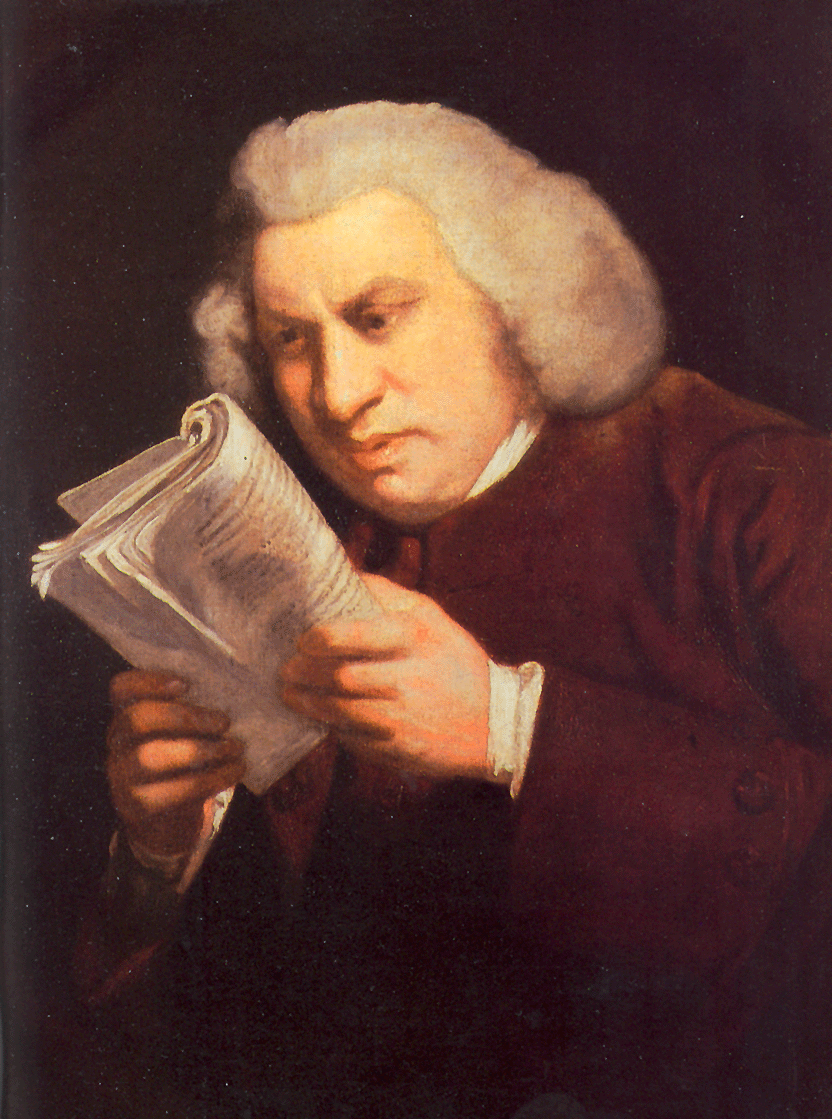
Семюел Джонсон — англійський лексикограф, який хворів на копролалію.

Копролалія є характеристикою синдрому Туретта, хоча це не є його обов'язковою ознакою. За синдрому Туретта компульсивна лайка може бути неконтрольованою та небажаною для людини, яка вимовляє фрази. Мимовільні спалахи гніву, такі як расові або етнічні образи тих, хто найбільше вразливий до цього, бувають особливо неприємними. Фрази, вимовлені людиною з копролалією, не обов'язково показують думки або погляди цієї людини.
Були описані випадки, коли глухі пацієнти з синдромом Туретта лаялися жестовою мовою, і це вказує на те, що копролалія — це не просто наслідок короткого й раптового звукового зразка лайки.

## Суспільство та культура
Сфера розваг часто зображує людей з синдромом Туретта як соціальних невдах, чий єдиний спосіб самоствердження — копролалія, це сприяє стигматизації та нерозумінню громадськістю людей із синдромом Туретта. Симптоми копролалії Туретта також обговорюються в радіо- і телевізійних ток-шоу.